# Liste der Kulturdenkmale in Flensburg-Mürwik
In der Liste der Kulturdenkmale in Flensburg-Mürwik sind alle Kulturdenkmale des Stadtteils Mürwik der schleswig-holsteinischen Stadt Flensburg aufgelistet. Der Erstellung diente insbesondere die im Hauptartikel gelistete Literatur (Stand: 30. Juni 2025).
Die Bodendenkmale sind in der Liste der Bodendenkmale in Flensburg erfasst.

## Legende
In den Spalten befinden sich folgende Informationen:
- Objekt-ID: die Nummer des Kulturdenkmales
- Lage: die Adresse des Kulturdenkmales und die geographischen Koordinaten. Kartenansicht, um Koordinaten zu setzen. In der Kartenansicht sind Kulturdenkmale ohne Koordinaten mit einem roten Marker dargestellt und können in der Karte gesetzt werden. Kulturdenkmale ohne Bild sind mit einem blauen Marker gekennzeichnet, Kulturdenkmale mit Bild mit einem grünen Marker.
- Offizielle Bezeichnung: Bezeichnung des Kulturdenkmales
- Beschreibung: die Beschreibung des Kulturdenkmales
- Bild: ein Bild des Kulturdenkmales

## Sachgesamtheiten
| Objekt-ID | Lage                                                                                            | Offizielle Bezeichnung     | Beschreibung | Bild                             |
| --------- | ----------------------------------------------------------------------------------------------- | -------------------------- | --- | -------------------------------- |
| 19248     | Am Fördeufer 1-b, 2-6, Fördepromenade 3 10-12a, 14- 18 20-24a, 30 (54° 48′ 34″ N, 9° 27′ 17″ O) | Marinestützpunkt Flensburg | Marinestützpunkt Flensburg; 1917–1944, Regierungsbaurat Wilhelm Penners u.a.; prägende Gebäudegruppe entlang des östlichen Flensburger Fördeufers, zurückgehend auf 1902 gegründete kaiserliche Torpedoschule, zwischen 1939 und 1944 als Marinestützpunkt baulich erweitert - Begründung: geschichtlich, künstlerisch, städtebaulich - Schutzumfang: Bonte-Kaserne (Am Fördeufer 1-1b), Kasinogebäude (Am Fördeufer 2-6), Werkstättengebäude und Heizwerk (Fördepromenade 30), Landanschlusszentrale Nord (Fördepromenade 3), Torpedo Mechanikerhaus (Fördepromenade 10-12a), Unterrichtsgebäude II (Fördepromenade 14-18), Unterrichtsgebäude I (Fördepromenade 20-24a) | BW                               |
| 51195     | Engelsby (Dorf) 7 (54° 47′ 48″ N, 9° 28′ 14″ O)                                                 | Hofstelle Engelsby 7       | Hofstelle; Anfang 19. Jh., 1908; dreiseitiges Gehöft aus Wohnhaus, Stall und Wirtschaftsgebäude, Umbau im Innern des Haupthauses und Neubau des Wirtschaftsgebäudes an Stelle eines Vorgängers um 1908 - Begründung: geschichtlich, städtebaulich, Kulturlandschaft prägend - Schutzumfang: Haupthaus mit Hof- und Gartenfläche, Stallgebäude, Scheune | weitere Fotos \| Fotos hochladen |

## Mehrheit von Baulichen Anlagen
| Objekt-ID      | Lage | Offizielle Bezeichnung             | Beschreibung | Bild                             |
| -------------- | --- | ---------------------------------- | --- | -------------------------------- |
| 10953 Wikidata | Parkhof 1-11, 2-12, 13-17, 14-18, 19-23, 20-24, 25-29, 26-30, 31, Swinemünder Straße 6-10 (54° 48′ 30″ N, 9° 27′ 31″ O) | ehem. Marinesiedlung Parkhof       | Aktualisierung vorgesehen; Die Marinesiedlung „Parkhof“ wurde von 1925 bis 1928 errichtet. Zur Anlage gehört auch die Wohnhausgruppe mit Torbau, welche die Vorderfront der Anlage bildet. - Begründung: geschichtlich, künstlerisch, städtebaulich - Schutzumfang: Wohnhauszeilen Parkhof 1-11, 2-12, 13-17, 19-23, 14-18, 20-24, 25- 29, 26-30, 31 (Verbindungsbau), Swinemünder Straße 6-10 (mit Torbau) | weitere Fotos \| Fotos hochladen |
| 20384          | Mürwiker Straße 176-178, 180-182, 184-186, 188-190, 192-194 (54° 48′ 33″ N, 9° 27′ 39″ O)                               | Wohnhausgruppe für Marineoffiziere | Wohnhausgruppe für Marineoffiziere; 1934–36, Hans Sörensen jr., Chr. W.S. Hummel; fünf zweigeschossige Wohnblocks in offener, straßenbegleitender Reihung, reduziert gestaltete Backsteinbauten mit Walmdächern und Gauben - Begründung: geschichtlich, städtebaulich - Schutzumfang: Wohnblöcke Mürwiker Straße 176-178, 180-182, 184-186, 188-190, 192-194                                                | BW                               |

## Bauliche Anlagen und Gründenkmale
| Objekt-ID      | Lage                                                            | Offizielle Bezeichnung                     | Beschreibung | Bild                             |
| -------------- | --------------------------------------------------------------- | ------------------------------------------ | --- | -------------------------------- |
| 10287 Wikidata | Am Fördeufer 1 - b (54° 48′ 25″ N, 9° 27′ 11″ O)                | Bonte-Kaserne                              | Bonte-Kaserne; 1944; ehem. Marinestützpunktkommando, dreigeschossiger Backsteinbau mit Walmdach, gegliedert durch übergiebelte Risalite, Mittelportal in Werkstein, seitliche Rückflügel; heute Teil der Marina Sonwik - Begründung: geschichtlich, künstlerisch, städtebaulich - Schutzumfang: gesamtes Objekt - Denkmaltyp: Bauliche Anlage, Sachgesamtheit: Marinestützpunkt Flensburg                                                                 | weitere Fotos \| Fotos hochladen |
| 10286 Wikidata | Am Fördeufer 2 - 6 (54° 48′ 27″ N, 9° 27′ 14″ O)                | Kasinogebäude                              | Kasino-Gebäude; 1944; zweigeschossiger Backsteinbau mit Walmdächern, beidseitige Kopfbauten akzentuiert durch Freitreppen und Rundbogenarkaden, Gliederungselemente in Werkstein, mittiger Rückflügel mit Hof - Begründung: geschichtlich, künstlerisch, städtebaulich - Schutzumfang: gesamtes Objekt - Denkmaltyp: Bauliche Anlage, Sachgesamtheit: Marinestützpunkt Flensburg                                                                          | weitere Fotos \| Fotos hochladen |
| 20333 Wikidata | Ansgarstraße 1 (54° 48′ 21″ N, 9° 27′ 54″ O)                    | Kath. St.-Ansgar-Kirche                    | Kath. St. Ansgar Kirche; 1957; Architekt Georg Rieve, Saalkirche aus rotem Backstein als Beton-Gelenkbinder-Konstruktion unter Satteldach mit parabelförmigem Glockenturm an der Südwestecke und nachträglich vorgesetztem Vestibül im Westen - Schutzumfang: Kath. St.-Ansgar-Kirche - Begründung: Geschichtlich, Künstlerisch | weitere Fotos \| Fotos hochladen |
| 7623           | Engelsby (Dorf) 5 (54° 47′ 49″ N, 9° 28′ 11″ O)                 | Wohn- und Wirtschaftsgebäude               | Wohn- und Wirtschaftsgebäude; 1. Hälfte 19. Jh., mit älterem Kern; eingeschossiger Backsteinbau mit Schlämme, Querdielenhaus mit reetgedecktem Halbwalmdach und Hängeholzfirst - Begründung: geschichtlich, städtebaulich, Kulturlandschaft prägend - Schutzumfang: Wohn- und Wirtschaftsgebäude, - Denkmaltyp: Bauliche Anlage | BW                               |
| 20428          | Engelsby (Dorf) 7 (54° 47′ 48″ N, 9° 28′ 13″ O)                 | Haupthaus                                  | Haupthaus; Anfang 19. Jh., 1908; eingeschossiges Wohnhaus, Gelbsteinbau auf Granitsockel, Halbwalmdach, EIngänge und Fenster mit scheitrechten Stürzen, Innenumbau um 1908 - Begründung: geschichtlich, städtebaulich, Kulturlandschaft prägend - Schutzumfang: Haupthaus, Hof- und Gartenfläche - Denkmaltyp: Bauliche Anlage, Sachgesamtheit: Hofstelle Engelsby 7                                                                                      | weitere Fotos \| Fotos hochladen |
| 10281 Wikidata | Fördepromenade 3 (54° 48′ 46″ N, 9° 27′ 20″ O)                  | Landanschlusszentrale Nord                 | Landanschlusszentrale Nord; 1937; ehem. Feuerleithaus der Torpedoschule, Backsteinbau in kubischen Formen und im Duktus des Neuen Bauens, horizontale Fensterbänderung, Flachdach - Begründung: geschichtlich, künstlerisch, städtebaulich - Schutzumfang: gesamtes Objekt - Denkmaltyp: Bauliche Anlage, Sachgesamtheit: Marinestützpunkt Flensburg | weitere Fotos \| Fotos hochladen |
| 10285          | Fördepromenade 10 - 12a (54° 48′ 33″ N, 9° 27′ 18″ O)           | Torpedo-Mechanikerhaus                     | Torpedo-Mechanikerhaus; 1934–35; langgestreckter zweigeschossiger Backsteinbau mit Walmdächern, vorspringende Eckrisalite - Begründung: geschichtlich, künstlerisch, städtebaulich - Schutzumfang: gesamtes Objekt - Denkmaltyp: Bauliche Anlage, Sachgesamtheit: Marinestützpunkt Flensburg | BW                               |
| 10284          | Fördepromenade 14 - 18 (54° 48′ 35″ N, 9° 27′ 19″ O)            | Unterrichtsgebäude II                      | Unterrichtsgebäude II; 1917–19, Regierungsbaurat Wilhelm Penners; langgestreckter zweigeschossiger Backsteinbau mit Kopfbauten, Mittelrisalit, Dreiecksgiebel und Walmdächer - Begründung: geschichtlich, künstlerisch, städtebaulich - Schutzumfang: gesamtes Objekt - Denkmaltyp: Bauliche Anlage, Sachgesamtheit: Marinestützpunkt Flensburg | BW                               |
| 10283          | Fördepromenade 20 - 24a (54° 48′ 39″ N, 9° 27′ 19″ O)           | Unterrichtsgebäude I                       | Unterrichtsgebäude I; 1930er Jahre; langgestreckter zweigeschossiger Backsteinbau mit Kopfbauten, Walmdächer mit Gaubenband - Begründung: geschichtlich, künstlerisch, städtebaulich - Schutzumfang: gesamtes Objekt - Denkmaltyp: Bauliche Anlage, Sachgesamtheit: Marinestützpunkt Flensburg | BW                               |
| 10282 Wikidata | Fördepromenade 30 (54° 48′ 42″ N, 9° 27′ 20″ O)                 | Werkstättengebäude und Heizwerk            | Werkstättengebäude und Heizwerk; 1936–37; langgestreckter zweigeschossiger Backsteinbau mit Walmdächern, vorspringende Kopfbauten, am Nordende Heizwerk mit Kamin - Begründung: geschichtlich, künstlerisch, städtebaulich - Schutzumfang: gesamtes Objekt - Denkmaltyp: Bauliche Anlage, Sachgesamtheit: Marinestützpunkt Flensburg | weitere Fotos \| Fotos hochladen |
| 11235 Wikidata | Fördestraße 1 (54° 48′ 44″ N, 9° 27′ 44″ O)                     | Doppelhaus                                 | Alteintragung (Aktualisierung vorgesehen) - Begründung: Alteintragung (Aktualisierung vorgesehen) - Schutzumfang: Alteintragung (Aktualisierung vorgesehen) - Denkmaltyp: Bauliche Anlage | weitere Fotos \| Fotos hochladen |
| 9317 Wikidata  | Fördestraße 8 (54° 48′ 42″ N, 9° 27′ 48″ O)                     | Christuskirche mit Ausstattung             | Alteintragung (Aktualisierung vorgesehen); Die Kirche wurde von 1957 bis 1958 erbaut. In der Kirche befindet sich ein ehemaliges Triumphkreuz aus der alten Kirche von Wilster. Das Kreuz stammt aus der Zeit um 1500. Teile der Ausstattung wurden als Bestandteil des Kulturdenkmales mit eingetragen. - Begründung: geschichtlich, künstlerisch, städtebaulich - Schutzumfang: Alteintragung (Aktualisierung vorgesehen) - Denkmaltyp: Bauliche Anlage | weitere Fotos \| Fotos hochladen |
| 10243 Wikidata | Fördestraße 37 (54° 48′ 52″ N, 9° 27′ 59″ O)                    | Marinesportschule                          | Alteintragung (Aktualisierung vorgesehen) - Begründung: geschichtlich, künstlerisch, städtebaulich - Schutzumfang: gesamtes Objekt - Denkmaltyp: Bauliche Anlage | weitere Fotos \| Fotos hochladen |
| 8654           | Fördestraße 68 (am Twedter Plack) (54° 48′ 54″ N, 9° 28′ 11″ O) | Kate                                       | Alteintragung (Aktualisierung vorgesehen) - Begründung: Alteintragung (Aktualisierung vorgesehen) - Schutzumfang: Alteintragung (Aktualisierung vorgesehen) - Denkmaltyp: Bauliche Anlage | weitere Fotos \| Fotos hochladen |
| 20447          | Kauslunder Straße 79 (54° 48′ 9″ N, 9° 29′ 39″ O)               | Wohn- und Wirtschaftsgebäude               | Wohn- und Wirtschaftsgebäude; 18. u. 19. Jh.; ehemalige Reetdachkate mit um 1900 und 1913 angefügten Wirtschaftsflügeln, Putzbauten mit verbretterten Drempeln - Schutzumfang: Wohn- und Wirtschaftsgebäude - Begründung: Geschichtlich, Kulturlandschaftlich, Städtebaulich | BW                               |
| 10147 Wikidata | Kelmstraße 11 (54° 48′ 45″ N, 9° 27′ 40″ O)                     | ehem. Chefarzt-Wohnhaus                    | Alteintragung (Aktualisierung vorgesehen) - Begründung: geschichtlich, wissenschaftlich, künstlerisch, städtebaulich - Schutzumfang: Alteintragung (Aktualisierung vorgesehen) - Denkmaltyp: Bauliche Anlage | weitere Fotos \| Fotos hochladen |
| 162            | Kelmstraße 14 (54° 48′ 54″ N, 9° 27′ 35″ O)                     | Marineschule-Hauptbau                      | Alteintragung (Aktualisierung vorgesehen); Die Marineschule Mürwik mit dem Vorburgbereich (Marinelazarett der Marineschule Mürwik und Marine-Wasserturm) wurde von 1907 bis 1910 erbaut. - Begründung: geschichtlich, künstlerisch, Kulturlandschaft prägend - Schutzumfang: Alteintragung (Aktualisierung vorgesehen) - Denkmaltyp: Bauliche Anlage | weitere Fotos \| Fotos hochladen |
| 163            | Kelmstraße 14 (54° 48′ 55″ N, 9° 27′ 27″ O)                     | Architekt                                  | Alteintragung (Aktualisierung vorgesehen) - Begründung: geschichtlich, künstlerisch - Schutzumfang: Alteintragung (Aktualisierung vorgesehen) - Denkmaltyp: Bauliche Anlage | BW                               |
| 1826 Wikidata  | Kelmstraße 14 (54° 48′ 52″ N, 9° 27′ 34″ O)                     | Statue „Junger Streiter“                   | Alteintragung (Aktualisierung vorgesehen); Die Statue ist eine Bronzefigur, diese wurde 1935 von Georg Kolbe erstellt. - Begründung: geschichtlich, künstlerisch - Schutzumfang: Alteintragung (Aktualisierung vorgesehen) - Denkmaltyp: Bauliche Anlage | BW                               |
| 12434          | Kelmstraße 14 (54° 48′ 55″ N, 9° 27′ 27″ O)                     | Marineschule: Bootstreppe mit Torbauten    | Alteintragung (Aktualisierung vorgesehen) - Begründung: geschichtlich, künstlerisch, Kulturlandschaft prägend - Schutzumfang: Alteintragung (Aktualisierung vorgesehen) - Denkmaltyp: Bauliche Anlage | Fotos hochladen                  |
| 12435          | Kelmstraße 14 (54° 48′ 52″ N, 9° 27′ 26″ O)                     | Marineschule: Bootsschuppen I              | Alteintragung (Aktualisierung vorgesehen) - Begründung: geschichtlich - Schutzumfang: Alteintragung (Aktualisierung vorgesehen) - Denkmaltyp: Bauliche Anlage | BW                               |
| 12436          | Kelmstraße 14 (54° 48′ 48″ N, 9° 27′ 24″ O)                     | Marineschule: Motorenwerk                  | Alteintragung (Aktualisierung vorgesehen) - Begründung: geschichtlich - Schutzumfang: Alteintragung (Aktualisierung vorgesehen) - Denkmaltyp: Bauliche Anlage | BW                               |
| 12437          | Kelmstraße 14 (54° 48′ 47″ N, 9° 27′ 25″ O)                     | Marineschule: Bootsschuppen II             | Alteintragung (Aktualisierung vorgesehen) - Begründung: geschichtlich - Schutzumfang: Alteintragung (Aktualisierung vorgesehen) - Denkmaltyp: Bauliche Anlage | BW                               |
| 12438 Wikidata | Kelmstraße 14 (54° 48′ 50″ N, 9° 27′ 36″ O)                     | Marineschule: Tillessen-Haus               | Alteintragung (Aktualisierung vorgesehen); Gorch-Fock-Haus - Begründung: Alteintragung (Aktualisierung vorgesehen) - Schutzumfang: Alteintragung (Aktualisierung vorgesehen) - Denkmaltyp: Bauliche Anlage | weitere Fotos \| Fotos hochladen |
| 12439          | Kelmstraße 14 (54° 48′ 49″ N, 9° 27′ 36″ O)                     | Begrenzungsmauer                           | Alteintragung (Aktualisierung vorgesehen) - Begründung: städtebaulich - Schutzumfang: Alteintragung (Aktualisierung vorgesehen) - Denkmaltyp: Bauliche Anlage | Fotos hochladen                  |
| 12440          | Kelmstraße 14 (54° 48′ 49″ N, 9° 27′ 35″ O)                     | Wachturm                                   | Alteintragung (Aktualisierung vorgesehen) - Begründung: künstlerisch, städtebaulich - Schutzumfang: Alteintragung (Aktualisierung vorgesehen) - Denkmaltyp: Bauliche Anlage | Fotos hochladen                  |
| 12441 Wikidata | Kelmstraße 14 (54° 48′ 49″ N, 9° 27′ 35″ O)                     | Torwache                                   | Alteintragung (Aktualisierung vorgesehen) - Begründung: geschichtlich - Schutzumfang: Alteintragung (Aktualisierung vorgesehen) - Denkmaltyp: Bauliche Anlage | weitere Fotos \| Fotos hochladen |
| 12443 Wikidata | Kelmstraße 14 (54° 48′ 53″ N, 9° 27′ 35″ O)                     | Statue „Sportler“                          | Alteintragung (Aktualisierung vorgesehen); Die Statue wurde 1937 von Fritz Klimsch erstellt. Es ist eine lebensgroße Bronzefigur. - Begründung: künstlerisch - Schutzumfang: Alteintragung (Aktualisierung vorgesehen) - Denkmaltyp: Bauliche Anlage | BW                               |
| 19935 Wikidata | Kelmstraße 14 (54° 48′ 59″ N, 9° 27′ 37″ O)                     | Trampedach-Lager                           | Alteintragung (Aktualisierung vorgesehen) - Begründung: geschichtlich, wissenschaftlich - Schutzumfang: Alteintragung (Aktualisierung vorgesehen) - Denkmaltyp: Bauliche Anlage | weitere Fotos \| Fotos hochladen |
| 19936 Wikidata | Kelmstraße 14 (54° 49′ 1″ N, 9° 27′ 38″ O)                      | Gedenkstein Trampedach                     | Alteintragung (Aktualisierung vorgesehen), Gedenkstein an Claus Trampedach - Begründung: geschichtlich - Schutzumfang: Alteintragung (Aktualisierung vorgesehen) - Denkmaltyp: Bauliche Anlage | Fotos hochladen                  |
| 10206          | Kelmstraße 14 (54° 48′ 50″ N, 9° 27′ 28″ O)                     | Außenanlagen der Marineschule              | Alteintragung (Aktualisierung vorgesehen) - Begründung: geschichtlich, städtebaulich - Schutzumfang: gesamtes Objekt - Denkmaltyp: Gründenkmal | BW                               |
| 26521 Wikidata | Kelmstraße 14 (54° 48′ 45″ N, 9° 27′ 42″ O)                     | halbkreisförmige Lindenallee               | Alteintragung (Aktualisierung vorgesehen) - Begründung: geschichtlich, künstlerisch, städtebaulich - Schutzumfang: gesamtes Objekt - Denkmaltyp: Gründenkmal | BW                               |
| 10149          | Kelmstraße 15 (54° 48′ 48″ N, 9° 27′ 36″ O)                     | ehem. Verwaltungsgebäude                   | Alteintragung (Aktualisierung vorgesehen) - Begründung: geschichtlich, wissenschaftlich, künstlerisch, städtebaulich - Schutzumfang: Alteintragung (Aktualisierung vorgesehen) - Denkmaltyp: Bauliche Anlage | Fotos hochladen                  |
| 10150          | Kelmstraße 17 (54° 48′ 47″ N, 9° 27′ 35″ O)                     | ehem. Wirtschaftsgebäude                   | Alteintragung (Aktualisierung vorgesehen) - Begründung: geschichtlich, wissenschaftlich, künstlerisch, städtebaulich - Schutzumfang: Alteintragung (Aktualisierung vorgesehen) - Denkmaltyp: Bauliche Anlage | BW                               |
| 10148          | Kelmstraße 25 (54° 48′ 48″ N, 9° 27′ 36″ O)                     | ehem. Krankenblock                         | Alteintragung (Aktualisierung vorgesehen); Marinelazarett Flensburg-Mürwik - Begründung: geschichtlich, wissenschaftlich, künstlerisch, städtebaulich - Schutzumfang: Alteintragung (Aktualisierung vorgesehen) - Denkmaltyp: Bauliche Anlage | Fotos hochladen                  |
| 10151          | Kelmstraße 25 (54° 48′ 47″ N, 9° 27′ 34″ O)                     | ehem. Desinfektions- und Leichenhaus       | Alteintragung (Aktualisierung vorgesehen) - Begründung: geschichtlich, wissenschaftlich, künstlerisch, städtebaulich - Schutzumfang: Alteintragung (Aktualisierung vorgesehen) - Denkmaltyp: Bauliche Anlage | BW                               |
| 10152          | Kelmstraße 25 (54° 48′ 48″ N, 9° 27′ 36″ O)                     | ehem. Absonderungshaus bzw. Isolierstation | Alteintragung (Aktualisierung vorgesehen) - Begründung: geschichtlich, wissenschaftlich, künstlerisch, städtebaulich - Schutzumfang: Alteintragung (Aktualisierung vorgesehen) - Denkmaltyp: Bauliche Anlage | weitere Fotos \| Fotos hochladen |
| 5271 Wikidata  | Kelmstraße 29 (54° 48′ 47″ N, 9° 27′ 32″ O)                     | Marineschule: ehem. Wasserturm             | Alteintragung (Aktualisierung vorgesehen) - Begründung: geschichtlich, künstlerisch, Kulturlandschaft prägend - Schutzumfang: Alteintragung (Aktualisierung vorgesehen) - Denkmaltyp: Bauliche Anlage | weitere Fotos \| Fotos hochladen |
| 129 Wikidata   | Kelmstraße 33 (54° 48′ 48″ N, 9° 27′ 37″ O)                     | ehem. Kommandeursvilla der Marineschule    | Alteintragung (Aktualisierung vorgesehen) - Begründung: geschichtlich, künstlerisch, städtebaulich - Schutzumfang: Alteintragung (Aktualisierung vorgesehen) - Denkmaltyp: Bauliche Anlage | weitere Fotos \| Fotos hochladen |
| 6738 Wikidata  | Mürwiker Straße 174 (54° 48′ 29″ N, 9° 27′ 36″ O)               | Wohnhaus (ehem. kaiserliche Post)          | Alteintragung (Aktualisierung vorgesehen) - Begründung: Alteintragung (Aktualisierung vorgesehen) - Schutzumfang: Alteintragung (Aktualisierung vorgesehen) - Denkmaltyp: Bauliche Anlage | weitere Fotos \| Fotos hochladen |
| 10294 Wikidata | Mürwiker Straße 183 - 185 (54° 48′ 33″ N, 9° 27′ 37″ O)         | Verwaltungsgebäude                         | Alteintragung (Aktualisierung vorgesehen); Altes Standortverwaltungsgebäude, diente als Stabsgebäude der Schnellbootflottille; heute Wohngebäude - Begründung: geschichtlich, künstlerisch, städtebaulich - Schutzumfang: Alteintragung (Aktualisierung vorgesehen) - Denkmaltyp: Bauliche Anlage | weitere Fotos \| Fotos hochladen |
| 10288          | Mürwiker Straße 201 - 203 (54° 48′ 40″ N, 9° 27′ 26″ O)         | Offiziersheim                              | Alteintragung (Aktualisierung vorgesehen) - Begründung: geschichtlich, künstlerisch, städtebaulich - Schutzumfang: Alteintragung (Aktualisierung vorgesehen) - Denkmaltyp: Bauliche Anlage | BW                               |
| 10289          | Mürwiker Straße 201 - 203 (54° 48′ 37″ N, 9° 27′ 36″ O)         | Schulgebäude                               | Alteintragung (Aktualisierung vorgesehen); Die Gebäude wurden ursprünglich als Nachrichtenschule errichtet. Nach dem Zweiten Weltkrieg wurden sie von der Marinefernmeldeschule genutzt. Heute wird der Gebäudekomplex von einer Außenstelle des Ausbildungszentrums CIR genutzt. - Begründung: geschichtlich, künstlerisch, städtebaulich - Schutzumfang: Alteintragung (Aktualisierung vorgesehen) - Denkmaltyp: Bauliche Anlage                        | BW                               |
| 10290          | Mürwiker Straße 201 - 203 (54° 48′ 38″ N, 9° 27′ 34″ O)         | Kaserne „Brandenburg“                      | Alteintragung (Aktualisierung vorgesehen) - Begründung: geschichtlich, künstlerisch, städtebaulich - Schutzumfang: Alteintragung (Aktualisierung vorgesehen) - Denkmaltyp: Bauliche Anlage | BW                               |
| 10291          | Mürwiker Straße 201 - 203 (54° 48′ 38″ N, 9° 27′ 29″ O)         | Kaserne „Hansa“                            | Alteintragung (Aktualisierung vorgesehen) - Begründung: geschichtlich, künstlerisch, städtebaulich - Schutzumfang: Alteintragung (Aktualisierung vorgesehen) - Denkmaltyp: Bauliche Anlage | BW                               |
| 10292          | Mürwiker Straße 201 - 203 (54° 48′ 40″ N, 9° 27′ 37″ O)         | Kaserne „Preußen“                          | Alteintragung (Aktualisierung vorgesehen) - Begründung: geschichtlich, künstlerisch, städtebaulich - Schutzumfang: Alteintragung (Aktualisierung vorgesehen) - Denkmaltyp: Bauliche Anlage | BW                               |
| 10293          | Mürwiker Straße 201 - 203 (54° 48′ 36″ N, 9° 27′ 36″ O)         | Kaserne „Deutschland“ zugl. Torgebäude     | Alteintragung (Aktualisierung vorgesehen) - Begründung: geschichtlich, künstlerisch, städtebaulich - Schutzumfang: Alteintragung (Aktualisierung vorgesehen) - Denkmaltyp: Bauliche Anlage | Fotos hochladen                  |
| 10954          | Parkhof 1 - 11 (54° 48′ 28″ N, 9° 27′ 30″ O)                    | Parkhof: Reihenhauszeile                   | Alteintragung (Aktualisierung vorgesehen) - Begründung: geschichtlich, künstlerisch, städtebaulich - Schutzumfang: Alteintragung (Aktualisierung vorgesehen) - Denkmaltyp: Bauliche Anlage, Mehrheit von baulichen Anlagen: ehem. Marinesiedlung Parkhof | Fotos hochladen                  |
| 10955          | Parkhof 2 - 12 (54° 48′ 29″ N, 9° 27′ 31″ O)                    | Parkhof: Reihenhauszeile                   | Alteintragung (Aktualisierung vorgesehen) - Begründung: geschichtlich, künstlerisch, städtebaulich - Schutzumfang: Alteintragung (Aktualisierung vorgesehen) - Denkmaltyp: Bauliche Anlage, Mehrheit von baulichen Anlagen: ehem. Marinesiedlung Parkhof | BW                               |
| 20392          | Parkhof 13 - 17 (54° 48′ 31″ N, 9° 27′ 30″ O)                   | Parkhof: Dreifamilienhaus                  | Alteintragung (Aktualisierung vorgesehen) - Begründung: geschichtlich, künstlerisch, städtebaulich - Schutzumfang: Alteintragung (Aktualisierung vorgesehen) - Denkmaltyp: Bauliche Anlage, Mehrheit von baulichen Anlagen: ehem. Marinesiedlung Parkhof | Fotos hochladen                  |
| 20394          | Parkhof 14 - 18 (54° 48′ 31″ N, 9° 27′ 32″ O)                   | Parkhof: Dreifamilienhaus                  | Alteintragung (Aktualisierung vorgesehen) - Begründung: geschichtlich, künstlerisch, städtebaulich - Schutzumfang: Alteintragung (Aktualisierung vorgesehen) - Denkmaltyp: Bauliche Anlage, Mehrheit von baulichen Anlagen: ehem. Marinesiedlung Parkhof | Fotos hochladen                  |
| 20393          | Parkhof 19 - 23 (54° 48′ 32″ N, 9° 27′ 30″ O)                   | Parkhof: Dreifamilienhaus                  | Alteintragung (Aktualisierung vorgesehen) - Begründung: geschichtlich, künstlerisch, städtebaulich - Schutzumfang: Alteintragung (Aktualisierung vorgesehen) - Denkmaltyp: Bauliche Anlage, Mehrheit von baulichen Anlagen: ehem. Marinesiedlung Parkhof | Fotos hochladen                  |
| 20395          | Parkhof 20 - 24 (54° 48′ 32″ N, 9° 27′ 32″ O)                   | Parkhof: Dreifamilienhaus                  | Alteintragung (Aktualisierung vorgesehen) - Begründung: geschichtlich, künstlerisch, städtebaulich - Schutzumfang: Alteintragung (Aktualisierung vorgesehen) - Denkmaltyp: Bauliche Anlage, Mehrheit von baulichen Anlagen: ehem. Marinesiedlung Parkhof | Fotos hochladen                  |
| 20396          | Parkhof 25 - 29 (54° 48′ 33″ N, 9° 27′ 31″ O)                   | Parkhof: Reihenhauszeile                   | Alteintragung (Aktualisierung vorgesehen) - Begründung: geschichtlich, künstlerisch, städtebaulich - Schutzumfang: Alteintragung (Aktualisierung vorgesehen) - Denkmaltyp: Bauliche Anlage, Mehrheit von baulichen Anlagen: ehem. Marinesiedlung Parkhof | BW                               |
| 20397          | Parkhof 26 - 30 (54° 48′ 32″ N, 9° 27′ 32″ O)                   | Parkhof: Reihenhauszeile                   | Alteintragung (Aktualisierung vorgesehen) - Begründung: geschichtlich, künstlerisch, städtebaulich - Schutzumfang: Alteintragung (Aktualisierung vorgesehen) - Denkmaltyp: Bauliche Anlage, Mehrheit von baulichen Anlagen: ehem. Marinesiedlung Parkhof | Fotos hochladen                  |
| 20398          | Parkhof 31 (54° 48′ 32″ N, 9° 27′ 32″ O)                        | Parkhof: Verbindungsbau                    | Alteintragung (Aktualisierung vorgesehen) - Begründung: geschichtlich, künstlerisch, städtebaulich - Schutzumfang: Alteintragung (Aktualisierung vorgesehen) - Denkmaltyp: Bauliche Anlage, Mehrheit von baulichen Anlagen: ehem. Marinesiedlung Parkhof | Fotos hochladen                  |
| 53025          | Schöne Aussicht 17 (54° 49′ 17″ N, 9° 28′ 38″ O)                | Wohnhaus Baumann                           | Beschreibung: Wohnhaus Baumann; 1927, Architekt Theodor Rieve; zweigeschossiger Backsteinbau in sachlichen Formen des späten Heimatschutzes mit Walmdach, Eingang ornamental betont - Begründung: geschichtlich, künstlerisch, städtebaulich - Schutzumfang: gesamtes Objekt - Denkmaltyp: Bauliche Anlage | BW                               |
| 53030          | Schöne Aussicht 41 (54° 49′ 20″ N, 9° 28′ 54″ O)                | Wohnhaus Dr. Karding                       | Beschreibung: Wohnhaus Dr. Karding; 1911, Architekt Friedrich Fabian; eingeschossiger Putzbau im Reformstil mit teilverglastem Erker, ausgebautes Satteldach mit Gauben und Falzziegeldeckung - Begründung: geschichtlich, künstlerisch, städtebaulich - Schutzumfang: gesamtes Objekt | BW                               |
| 20403          | Schöne Aussicht 49 (54° 49′ 19″ N, 9° 29′ 1″ O)                 | Wohnhaus Schaberg                          | Wohnhaus Schaberg; 1911, Maurermeister H. Höft; eingeschossiger Fachwerkbau im Stil eines Forsthauses mit ausgebautem Halbwalmdach; im Inneren hoher bauzeitlicher Bestand - Begründung: geschichtlich, künstlerisch, städtebaulich, Kulturlandschaft prägend - Schutzumfang: Wohnhaus Schaberg, - Denkmaltyp: Bauliche Anlage | BW                               |
| 20391          | Swinemünder Straße 6 - 10 (54° 48′ 29″ N, 9° 27′ 22″ O)         | Parkhof: Wohnhausgruppe mit Torbau         | Alteintragung (Aktualisierung vorgesehen) - Begründung: geschichtlich, künstlerisch, städtebaulich - Schutzumfang: Alteintragung (Aktualisierung vorgesehen) - Denkmaltyp: Bauliche Anlage, Mehrheit von baulichen Anlagen: ehem. Marinesiedlung Parkhof | weitere Fotos \| Fotos hochladen |
| 9059 Wikidata  | Twedter Strandweg 7 (54° 49′ 8″ N, 9° 28′ 24″ O)                | Einfamilienhaus                            | Alteintragung (Aktualisierung vorgesehen); Das Einfamilienhaus befindet sich bei Twedter Holz, oberhalb der Cäcilienschlucht. - Begründung: geschichtlich, künstlerisch - Schutzumfang: gesamtes Objekt - Denkmaltyp: Bauliche Anlage | weitere Fotos \| Fotos hochladen |
| 9060 Wikidata  | Twedter Strandweg 9 (54° 49′ 9″ N, 9° 28′ 23″ O)                | Einfamilienhaus                            | Alteintragung (Aktualisierung vorgesehen) - Begründung: geschichtlich, künstlerisch - Schutzumfang: gesamtes Objekt - Denkmaltyp: Bauliche Anlage | weitere Fotos \| Fotos hochladen |
| 8156           | Ziegeleistraße 4 (54° 48′ 22″ N, 9° 27′ 26″ O)                  | Villa                                      | Alteintragung (Aktualisierung vorgesehen) - Begründung: - Schutzumfang: Alteintragung (Aktualisierung vorgesehen) - Denkmaltyp: Bauliche Anlage | Fotos hochladen                  |
| 9246           | Ziegeleistraße 10 (54° 48′ 23″ N, 9° 27′ 22″ O)                 | Villa                                      | Alteintragung (Aktualisierung vorgesehen) - Begründung: geschichtlich, künstlerisch - Schutzumfang: gesamtes Objekt - Denkmaltyp: Bauliche Anlage | Fotos hochladen                  |

## Ehemalige Kulturdenkmale
| Objekt-ID | Lage             | Offizielle Bezeichnung | Beschreibung | Bild                                    |
| --------- | ---------------- | ---------------------- | ------------ | --------------------------------------- |
|           | Kelmstraße 25 () | Schuppen               | abgetragen   | Direkt Bild zu diesem Denkmal hochladen |